# Lara Hoffmann
Lara Hoffmann (* 25. März 1991 in Siegen, Nordrhein-Westfalen) ist eine ehemalige deutsche Leichtathletin, die sich vorwiegend auf Langsprints spezialisiert hatte.

## Berufsweg
2007 machte Hoffmann an der Realschule Erndtebrück ihren Abschluss mit der Qualifikation zum Besuch der Gymnasialen Oberstufe und wurde für besondere schulische Leistungen ausgezeichnet. Hoffmann ist Lehramtsstudentin an der Deutschen Sporthochschule Köln und arbeitet seit Anfang 2016 an ihrer Bachelor-Arbeit. Seit Mai 2024 ist sie Referendarin am Emil-Fischer-Gymnasium in Euskirchen.

## Sportliche Laufbahn
Von ihrem sechsten bis elften Lebensjahr turnte Hoffmann, bis sich ihr Sprinttalent zeigte und sie in ihrem Heimatverein TuS Hilchenbach allmählich zur Leichtathletik wechselte. Zunächst bestritt sie Blockwett- und Siebenkämpfe im Schülerinnen-Bereich und spezialisierte sich ab 2007 auf den Kurzsprint.
Schon im Alter von 15 Jahren stand Hoffmann 2007 erstmals bei Deutschen Meisterschaften auf der Bahn, bei den Deutschen Hallenmeisterschaften, und belegte mit der 4-mal-200-Meter-Staffel den 4. Platz. Im selben Jahr erreichte sie den 3. Platz beim Europäischen Olympischen Jugendfestival (EYOF) in Belgrad und wurde Deutsche U18-Meisterin auf den 200 Metern.
2008 verteidigte sie diesen Titel und hatte noch weitere 200-Meter-Erfolge. Zu Anfang des Jahres wurde Hoffmann Deutsche U20-Jugend-Hallenmeisterin und konnte im Sommer mit einem Einzug ins Halbfinale bei den U20-Weltmeisterschaften in Bydgoszcz (Polen) einen internationalen Höhepunkt verbuchen. Mit 23,92 s war sie, wie 2007 (24,15 s), jahresbeste B-Jugendsportlerin im Freien. Auch in der Halle stellte sie am 1. März mit 23,91 s beim Hallenländerkampf der Altersklasse U20 in Halle (Saale) eine deutsche B-Jugend-Hallenbestleistung auf.
2009 und 2010 war es plötzlich still um Hoffmann. Bei den Deutschen Jugendmeisterschaften im August 2010 lief sie, nun in der B-Jugend (U20) startend, mit der 4-mal-100-Meter-Staffel der LG Kindelsberg Kreuztal auf den 7. Platz.
2011 und 2012 wurde sie, nun beim LT DSHS Köln, mit der 4-mal-400-Meter-Staffel Deutsche U23-Meisterin, als auch zuerst Deutsche Vize- und später Meisterin bei den Aktiven.
2013 belegte Hoffmann mit der 4-mal-200-Meter-Staffel bei den Deutschen Hallenmeisterschaften den 3. Platz. Im weiteren Verlauf des Jahres zeigte sie ihre Beständigkeit auf der 400-Meter-Distanz mit vierten Plätzen bei den Deutschen Hallenmeisterschaften, den Deutschen U23-Meisterschaften und den Deutschen Meisterschaften.
2014 errang sie zwei Vizemeistertitel bei den Deutschen Hallenmeisterschaften, über 400 Meter im Einzel und in der Staffel. Im Freien waren es bei den Deutschen Meisterschaften der 4. Platz im Einzel und der 3. Platz in der Staffel. Mit einer Bestzeit von 53,15 s auf den 400 Meter schaffte Hoffmann die Aufnahme in die DLV-Staffel bei der Team-Europameisterschaft, mit der sie auf den 4. Platz kam, und mit der Mannschaft Team-Europameisterin wurde. Wenig später belegte sie bei den Europameisterschaften in Zürich mit der 4-mal-400-Meter-Staffel den 6. Platz, konnte aber verletzungsbedingt nur die Vorläufe bestreiten. Es folgte eine anderthalbjährige Verletzungspause mit Operationen.
Anfang 2016 konnte sich Hoffmann bei den Deutschen Hallenmeisterschaften als 400-Meter-Hallenmeisterin über einen gelungenen Wiedereinstieg freuen, den sie mit einem 4. Platz bei den Deutschen Meisterschaften über die 400 Meter und der Meisterschaft mit der 4-mal-400-Meter-Staffel bestätigte. Ende Juni 2016 wurde Hoffmann für die Europameisterschaften in Amsterdam nominiert, wo sie mit der 4-mal-400-Meter-Staffel den 5. Platz belegte. Bei den Olympischen Spielen in Rio de Janeiro schied sie mit der 4-mal-400-Meter-Staffel in persönlicher Bestleistung von 3:26,02 min in der Vorrunde aus.
2017 wurde Hoffmann in Leipzig mit persönlicher Bestleistung von 52,90 s Deutsche Hallenmeisterin über 400 Meter und qualifizierte sich für die Halleneuropameisterschaften in Belgrad.
2018 kam sie bei den Deutschen Meisterschaften mit der 4-mal-400-Meter-Staffel auf den 4. Platz.
Hoffmann gehört seit der Leistungssportreform 2017/18 dem Ergänzungskader des Deutschen Leichtathletik-Verbandes (DLV) an und war zuvor im B-Kader des DLV.
Im April 2021 gab sie das Ende ihrer leistungssportlichen Karriere bekannt.

## Vereinszugehörigkeiten
Seit 2019 startete Lara Hoffmann für den ASV Köln. Von 2011 an war sie beim LT DSHS Köln. Davor startete sie für die LG Kindelsberg Kreuztal/TuS Hilchenbach.

## Ehrungen
2008, 2009 und 2014 war Lara Hoffmann „Sportlerin des Jahres“ in Hilchenbach.

## Bestleistungen
(Stand: 18. Oktober 2018)
Halle
- 400 m: 52,90 s (Leipzig, 19. Februar 2017)
- 4 × 200 m: 1:34,96 min (Leipzig, 23. Februar 2014)
- 4 × 400 m: 3:34,60 min (Belgrad, 5. März 2017)

Freiluft
- 100 m: 12,04 s +0,2 m/s (Weinheim, 31. Mai 2014)
- 400 m: 52,84 s (Erfurt, 9. Juli 2017)
- 4 × 100 m: 45,75 s (Weinheim, 29. Mai 2016)
- 4 × 400 m: 3:26,02 min (Rio de Janeiro, 19. August 2016)

## Erfolge
national
- 2007: 4. Platz Deutsche Hallenmeisterschaften (4 × 200 m)
- 2007: Deutsche U18-Meisterin (200 m)
- 2008: Deutsche U18-Meisterin (200 m)
- 2008: Deutsche U20-Jugendhallenmeisterin (200 m)
- 2011: Deutsche U23-Meisterin (4 × 400 m)
- 2011: Deutsche Vizemeisterin (4 × 400 m)
- 2012: Deutsche U23-Meisterin (4 × 400 m)
- 2012: Deutsche Meisterin (4 × 400 m)
- 2013: 4. Platz Deutsche Hallenmeisterschaften (400 m)
- 2013: 3. Platz Deutsche Hallenmeisterschaften (4 × 200 m)
- 2013: 4. Platz Deutsche Meisterschaften (400 m)
- 2013: 4. Platz: Deutsche U23-Meisterschaften (400 m)
- 2014: Deutsche Hallenvizemeisterin (400 m und 4 × 200 m)
- 2014: 3. Platz Deutsche Meisterschaften (4 × 400 m)
- 2014: 4. Platz Deutsche Meisterschaften (400 m)
- 2016: 3. Platz Deutsche Hallenmeisterschaften (4 × 200 m)
- 2016: Deutsche Hallenmeisterin (400 m)
- 2016: 4. Platz Deutsche Meisterschaften (400 m)
- 2016: Deutsche Meisterin (4 × 400 m)
- 2017: Deutsche Hallenmeisterin (400 m)
- 2017: 3. Platz Deutsche Meisterschaften (400 m)
- 2018: 4. Platz Deutsche Meisterschaften (4 × 400 m)

international
- 2007: 3. Platz Europäisches Olympisches Jugendfestival (EYOF) (200 m)
- 2008: Halbfinale U20-Weltmeisterschaften (200 m)
- 2014: Team-Vizeeuropameisterin (4 × 400 m)
- 2014: Team-Europameisterin (Mannschaft)
- 2014: 6. Platz Europameisterschaften (4 × 400 m)
- 2016: 5. Platz Europameisterschaften (4 × 400 m)
- 2016: Vorrunde Olympische Spiele (4 × 400 m)